# Gadające głowy
Gadające głowy (polonès: Caps parlants) és un curtmetratge documental del director polonès Krzysztof Kieślowski fet el 1980.

## Argument
El 1979, Krzysztof Kieślowski va realitzar un peculiar estudi sociològic. Als polonesos de diferents edats, activitats i estatus social se'ls va fer quatre preguntes senzilles:
- En quin any vas néixer?
- Qui ets?
- Què és el més important per a tu?
- Què t'agradaria?

El resultat d'aquesta enquesta va ser un curtmetratge documental. Keslevsky va seleccionar les respostes de 44 persones i les va ordenar en ordre cronològic: del més jove al més gran. Durant 14 minuts, apareixen "caps parlants" a la pantalla un darrere l'altre i l'any de naixement de la persona es mostra a la cantonada inferior dreta. Partint de l'infant, que encara no sap parlar, passant per nens, escolars, estudiants, adults i gent gran, observem com canvien els desitjos de persones de diferents edats i en diferents situacions vitals. La pel·lícula és una mena de retrat col·lectiu de polonesos.

## Recompenses
- Menció honorífica al Festival Internacional de Curtmetratges d'Oberhausen (1981).[1]

## Influència en el cinema
La pel·lícula va generar una sèrie d'obres similars. Entre ells hi ha el documental de la directora bielorusa Olga Dashuk Partret (2016). "Aquesta pel·lícula és un intent de crear un retrat col·lectiu dels bielorussos moderns, des de nadons fins a gairebé 100 anys d'edat. Responen diverses preguntes. Sobre el dol experimentat. Sobre què témer. Sobre el sentiment nacional. Sobre el més important per a ells. I sobre els somnis".